# Fondazione Calouste Gulbenkian
La  Fondazione Calouste Gulbenkian, a Lisbona, è un complesso che comprende due musei (Museo Calouste Gulbenkian e il  Centro d'Arte Moderna José de Azeredo Perdigão), una sala concerti (con relative Orchestra Gulbenkian e Coro Gulbenkian), gli uffici della fondazione e un parco pubblico. Completata nel 1969, è considerata una delle opere architettoniche portoghesi più importanti del tempo. 
La Fondazione ha sedi anche a Londra e a Parigi, dove sono ambientate alcune scene basilari del film La lettera (1999) del regista Manoel de Oliveira, tra cui l'elegante gioielleria in cui si incontrano per la prima volta Monsieur de Clèves e la futura moglie Catherine de Chartres e la sala da concerto dove si esibiscono, in momenti diversi, Maria João Pires e Pedro Abrunhosa.

## Storia
La fondazione prende il nome da Calouste Sarkis Gulbenkian (1869-1955), personaggio molto ricco e affascinante, addetto al commercio di petrolio, appassionato collezionista d'arte e grande amante della natura. Nato a Istanbul (24 marzo 1869) studiò a Londra, dove conseguì una laurea in ingegneria e scienze applicate. In seguito si spostò in Francia (Parigi, Benerville-sur-Mer) per poi trasferirsi definitivamente a Lisbona nel 1942. A differenza di altri personaggi dell'epoca, per i quali l'arte era solamente un hobby, Gulbenkian ne era un profondo conoscitore. Pur avvalendosi dell’aiuto di consiglieri e mecenati nella gestione delle sue collezioni (dipinti, sculture, oggettistica varia, mobili, stampe, ecc.), Gulbenkian ne ha sempre mantenuto il controllo e ha dimostrato una profonda competenza nel settore. La collezione d'arte di Gulbenkian comprendeva una delle più eminenti raccolte del tempo e spesso era data in prestito a grandi musei (National Gallery di Londra 1936-1950, National Gallery of Art di Washington, ecc.). 
Tra le opere collezionate da Gulbenkian, sono oggi visibili presso il museo della fondazione alcune di importanti artisti come: Francesco Guardi, Canaletto, William Turner, Édouard Manet, Pierre-Auguste Renoir, Edgar Degas, Claude Monet, Jan Baptist Weenix, John Singer Sargent e altri. 
Il suo interesse non si limitava alla sola arte, ma si estendeva, anche, alla natura e in particolare ai giardini, del cui “disegno” era un estimatore.
A seguito della sua morte, avvenuta a Lisbona il 20 luglio del 1955, il Times dedicò un ricco articolo alla vita di Gulbenkian e dopo circa un mese anche il Daily Telegraph pubblicò la sua storia, ove si dichiarava l'intenzione di Gulbenkian di fondare un nuovo museo a Lisbona.
Il 18 luglio 1956, a quasi un anno dalla morte, viene ufficialmente riconosciuta la Fondazione Calouste Gulbenkian.
Fin dall'inizio degli anni Settanta, ancor prima della Rivoluzione dei Garofani, definita «spartiacque della storia portoghese contemporanea», il Cinema Novo in Portogallo aveva segnato un momento di rottura attraverso opere come Verdes Anos di Paulo Rocha, Belarmino di Fernando Lopes e Acto de Primavera di Manoel de Oliveira. In quegli anni Il Centro portoghese di Cinema fu «appoggiato finanziariamente dalla Fondazione Gulbekian».

## L'architettura
Un'equipe di ingegneri ed architetti, incaricati da José de Azeredo Perdigão (direttore della fondazione), concentrarono le loro attenzioni alla ricerca di un sito dove poter dare avvio alla progettazione e alla costruzione di una sede.
Nel 1958, fu individuata un'area a Nord della città, poco sopra Parco Edoardo VII, delimitata dalla Estrada de Benfica e il Parque de Santa Gertrude, con affaccio a sud sul Largo do São Sebastião. Nel 1884 fu denominata Casa del giardino zoologico di Lisbona, visto il forte carattere naturalistico del sito che, fino al 1917, ha ospitato fattorie, giardini, parchi tropicali e giardini zoologici, dopodiché venne lottizzato per scopi privati, senza che il progetto venisse mai attuato, dando luogo prima a un piccolo ippodromo e poi, dal 1943, a un'area addetta ad ospitare fiere popolari. 
L'obiettivo primario della commissione era quello di bandire un concorso che avrebbe dovuto garantire i canoni dell'architettura moderna Portoghese, attraverso la partecipazione esclusiva di team nazionali e il cui giudizio era affidato esclusivamente ad una giuria mista composta da figure portoghesi e internazionali; per garantire, così, che l'opera fosse in linea col contesto architettonico internazionale, e il cui ruolo non doveva limitarsi al ruolo prettamente di scelta del progetto vincente, ma anche un ruolo di natura collaborativa (tutor). Tra i componenti del gruppo di giudici troviamo: Franco Albini, Leslie Martin, J. Dubuisson, G. Lagneau, Afonso Eduardo Reidy.
Il programma prevedeva la realizzazione di un auditorium, un museo, una biblioteca e uffici, oltre al mantenimento e la valorizzazione del parco. 
Al concorso furono invitati tre team e il 20 Marzo del 1960 scelsero il progetto della squadra composta dagli architetti Alberto Pessoa, Pedro Cid e Rui Jervis Atouguia, la cui proposta convinse unanimemente la commissione, poiché gli edifici risultavano ben integrati nel contesto naturalistico ed estremamente efficace nel dialogo tra gli ambienti interni ed esterni.
Il progetto definitivo, approvato il 31 luglio 1961, evidenziava una struttura organica ben integrata nel paesaggio (nella quale si sentiva l'influenza dello scritto di Bruno Zevi sull'architettura organica di Frank Lloyd Wright) e con una grande valenza pubblica; fattori che richiamavano la personalità del fondatore della fondazione.

### Descrizione
Il progetto prevedeva tre volumi principali: Uffici (sede della fondazione), Museo (con biblioteca annessa) e Auditorium.
La sede e gli uffici della fondazione, con la hall di ingresso principale, si trovano nell'edificio più alto del complesso (che non supera i quattro piani), un volume fortemente orizzontale, modulare e diviso per fasce (vetrate e aggetti che funzionano da micro giardini e brise-soleil), un corpo estremamente semplice e pulito reso monumentale dalla collocazione sulla “collina” creata dai parcheggi interrati al di sotto. All'interno la volontà di creare un dialogo continuo tra dentro e fuori si concretizza nell'apertura di enormi vetrate (che corrono lungo tutto il perimetro libero dalla funzione portante) e nell'uso di un soffitto piuttosto basso che “schiaccia” la visuale dell'osservatore verso l'esterno. Queste soluzioni e la scelta dei materiali (principalmente cemento, tessuto e legno) rendono l'ambiente caldo, accogliente e a misura d'uomo nonostante la grandezza.
Il Museo si trova collocazione in un parallelepipedo forato all'interno da due patii e collegato al volume principale tramite una galleria nella parte est dell'edificio. Anche il Museo offre un continuo dialogo tra interno ed esterno pur mantenendo spazi totalmente schermati dalla luce naturale per proteggere le opere d'arte, per questo motivo l'edificio non presenta le ampie vetrate lungo tutto il perimetro dell'edificio principale ma sporadiche aperture giustapposte all'interno della razionale griglia strutturale. Questa griglia organizza anche la suddivisione degli spazi interni. I due piani dell'edificio ospitano il museo e la biblioteca, questa si colloca nel piano inferiore e si apre a sud con una lunga vetrata all'altezza del giardino. 
L'auditorium si annette all'edificio principale a sud e consiste in un grande volume in parte interrato che si apre a sud con una vetrata sul laghetto del parco; questa apertura mette in relazione diretta la sala dell'auditorium con il parco, il laghetto e l'anfiteatro all'aperto offrendo agli spettatori un'esperienza straordinaria. Lo spazio della sala è estremamente funzionale in termini di acustica ed efficienza per performance teatrali e concerti, i materiali (ad esempio il legno Mussubi) sono scelti per le ottime prestazioni e il palco presenta un sistema di elevatori e pareti movibili che permettono di configurare lo spazio a seconda delle necessità. Correlato al progetto architettonico ma sviluppato da Gonçalo Ribeiro Telles e Antonio Facco Viana Barreto il progetto del Parco prese inizio nel 1961 proponendo un'area protetta all'interno del parco Gertrude.
Il Parco all’interno della Fondazione rappresenta una parte fondamentale dell’intero progetto, infatti quasi l’87% dello spazio interno all’area è stata destinata al parco. Oltre alla sua dimensione risulta essere importante in quanto si fa rappresentante dei principi del progetto paesaggistico all’interno del movimento moderno in Portogallo. Una delle caratteristiche del parco è quella di avere una ricchezza e eterogeneità di elementi naturali, colori, profumi, specie animali. 
In questo senso il parco diventa una vera e propria esperienza all’interno della città di Lisbona che richiama l’attenzione sia di adulti che di bambini. La sua geometria e i suoi percorsi sono caratterizzati principalmente da forme morbide e curvilinee che però dialogano in maniera coerente con la rigida monumentalità degli edifici che riescono ad instaurare un forte e intimo dialogo con esso.
Dieci anni dopo l'apertura del complesso Gulbenkian, il presidente della Fondazione incaricò l'architetto José Aleixo da França Sommer Ribeiro di portare avanti uno studio su dove collocare un nuovo Centro Artistico e Culturale, il CAM progettato e costruito tra il 1977 e il 1983.
L'idea del CAM (Centro di Arte Moderna) nasceva sia dalla carenza di musei dedicati all'arte moderna in Portogallo sia dalla volontà di espandere la visione dell'arte verso una fruizione più informale e caratterizzata da diverse tipologie di audience, con l'intento inoltre di far conoscere la Fondazione a livello internazionale. L'edificio definisce una L la cui entrata e foyer si attesta nel fronte strada. Un tunnel sotterraneo collega il CAM con il Teatro all'aperto che si trova all'interno del parco e con il parcheggio sotterraneo del Museo, garantendo così un'unità con il resto del complesso. Lo spazio espositivo è flessibile e combina luce artificiale e luce naturale grazie alla struttura progettata dall'ingegnere Serra da Fonseca.

### Materiali e design
In generale il complesso presenta una cura straordinaria negli interni; questo, infatti, fu il primo esempio in Portogallo in cui un edificio di grande scala presentasse un approccio organico al design degli interni in relazione con l'architettura. Diversi designer lavorarono agli arredi del complesso (Daciano da Costa, Eduardo Anahory, Rogelio Ribeiro, ecc), tutti con approcci diversi ma accomunati da un'architettura contrassegnta da linee semplici e un uso ben studiato dei materiali.
I materiali usati principalmente sono quattro, all'esterno troviamo il cemento lasciato a vista e segnato dalle venature del legno usato come cassa-forma, la pietra (Granito) usata nella promenade del museo per nobilitarlo e infine il vetro "bronzato"; entrando all'interno della struttura, i materiali già elencati fanno da legante tra interno ed esterno mentre il legno (principalmente frassino e mussubi) compare puntualmente nell'arredo, nel contro-soffitto e in alcune pareti divisorie.
Un'altra particolarità evidente all'interno della fondazione è la presenza di alcuni pezzi d'arte inseriti direttamente nell'apparato architettonico. L'idea alla base era quella di dare spazio ad artisti portoghesi di tre diverse generazioni: Almada Negreiros e Jorge Barradas (artisti emersi nel secondo decennio del secolo), João Abel Manta (rappresentante degli anni '50) e infine Artur Rosa, Manuela Jorge e Vitor Fortes (rappresentanti dei giovani emergenti).